# アアル (企業)
株式会社アアル (Aaru) は、かつて存在した日本のアダルトゲーム製作会社である。メインブランドは企業名と同じ「アアル」で、表記は「r.」または「Aaru」。サブブランドに「ぴよぴよ組」があった。

## 概要
1996年に姫屋ソフトから独立し、設立した。1998年に発売したコ・コ・ロ…がコンピューターソフトウェア倫理機構（ソフ倫）から倫理違反があったとして回収を指示されるが、アアル側がそれを不服としてソフ倫を脱退した（詳しくはコ・コ・ロ…を参照）。以降は自主審査で発売し、2004年のコ・コ・ロ…0はコンテンツ・ソフト協同組合（CSA）の審査にて発売したが、そのコ・コ・ロ…0をもって活動を停止した。

## 作品一覧
アアル（r.、Aaru）
- 1996年9月13日 - ROSE BLOOD 〜血の渇き〜
- 1997年2月21日 - M HARD
- 1997年4月25日 - ZEST to fantasy
- 1997年7月11日 - Rabid Helix
- 1997年7月11日 - LOFTY FORM
- 1998年9月25日 - Lag.
- 1998年12月4日 - コ・コ・ロ…
  - 2001年3月23日 - コ・コ・ロ…（Voice版）
- 1999年9月24日 - GUARDIAN 〜ガーディアン〜
- 1999年9月24日 - LOE 〜Legend Of Enomoto〜
- 2000年4月28日 - 皇帝陛下になろう!
- 2000年8月25日 - コ・コ・ロ…II
  - 2002年10月25日 - コ・コ・ロ…II（Voice版）
- 2001年6月29日 - D.i.G
- 2001年12月21日 - 紅色ノ狂宴
- 2002年3月22日 - 戦略娘
- 2003年5月30日 - Naked Edge
- 2003年9月26日 - フラワーズ
- 2004年5月28日 - コ・コ・ロ…0
- 2004年5月28日 - 神宮寺りお アートワークス

ぴよぴよ組
- 2002年5月31日 - AZの烙印
- 2002年12月13日 - A.A.A.
- 2003年6月20日 - 戦略娘II

## 主なスタッフ
原画
- 和南城ジョアンナ
- 神宮寺りお
- おおのつとむ

シナリオ
- 美汐優